# Большая Арнаутская улица
Большая Арнаутская улица — улица в Приморском районе Одессы, пролегает от улицы Леонтовича до улицы Старопортофранковская.
Ранее на улице проходили первые конные трамваи. В советское время носила названия Чкалова и Леккерта.

## Топоним
Арнауты — название албанцев турками. Ранее здесь находилось поселение православных албанцев, бежавших от исламизации. По преданию на Большой Арнаутской якобы селились высокие албанцы, а на Малой — низкие.

## Здания на улице
- № 1 — Цирюльня № 1, студия красоты;
- № 2-б — здание Учебно-воспитательного комплекса № 90 имени А. С. Пушкина. Построено в середине 1930-е годов на месте бывших канатных заводов пеньковых канатов А. Я. Новикова. В здании помещались одесская школа юнг, Одесская высшая партийная школа ВКП(б), Одесский гидрометеорологический институт, а с 1958 года — УВК № 90.
- № 3 — Женское еврейское профессиональное училище. Здание построено на пожертвования А. М. Бродского в 1891 году (архитектор М. Г. Рейнгерц), памятник архитектуры;
- № 5 — Дом П. Шампензон. Здание построено в 1893 году (архитектор Ц. Э. Зелинский);
- № 9 — СШ № 101;
- № 9 — В этом доме жил композитор Л. И. Чернецкий.
- № 15 — Дом с 1908 года принадлежал купцу второй гильдии Исааку Александровичу Гольдбергу. Затем здание отобрала советская власть и нем располагалась артель «Трудартметалл», а затем завод «Пионер»;
- № 19 — Дом С. Зусмана, а впоследствии Я. Френкеля;
- № 21 — Жилой дом Зура и Кайзера. Здание построено в 1913 году (архитектор Х. Я. Скведер). Памятник архитектуры (№ 529-од). Ранее, в 1900-е годы, на этом месте обитал счётчик статистического бюро городской управы И. Н. Запольский, а также располагался книжный магазин Мойше-Матус Кисилив Шехтера;
- № 22 — Дом Моисеева (архитектор Л. Л. Влодек);
- № 23 — Дом Н. Яловиковой построенный в 1862 году (архитектор Ф. О. Моранди). В 1880-е годы здесь было женское еврейское 3-го разряда училище Авраама Наумовича Белоцерковского;
- № 24 — Доходный дом Иосиф-Хаим Бернштейна, который был построен в 1901 году (архитектор А. О. Бернардацци). Памятник архитектуры;
- № 25 — Дом Миранских, который был построен в 1890 году (архитектор Д. Я. Климова и И. К. Мельгерба). Здесь располагался книжный магазин Меера Шмульевича Козмана;
- № 30 — Дом Вольфа Абрамовича Гандлера;
- № 44 — Здесь располагалось «Общество вспомоществования литераторам и учёным»;
- № 47 — Доходный дом Гольдштейна. Здание построено в 1891 году (архитектор К. М. Попова). Ныне в здании — Одесский Дом-музей им. Н. К. Рериха;

```
№ 68 — Одесское профессиональное училище железнодорожного транспорта и строительства.
```

- 105 — памятник архитектуры.